# Autostrada A24 (Svizzera)
La A24 è una semiautostrada svizzera che ha origine dallo svincolo di Mendrisio dell'autostrada A2 e si dirama verso ovest. Collega le cittadine ticinesi di Mendrisio e Stabio ed è lunga 2,5 km. Termina alla periferia orientale di Stabio dove si immette sulla strada principale 394 per il valico di frontiera di Gaggiolo sul confine con l'Italia.

## Storia
Originariamente di competenza del canton Ticino era destinata alla viabilità locale tra i comuni del cantone. Nel 2020 è stata ceduta al governo federale che ha provveduto ad elevarne la designazione a semiautostrada con la sigla A24 in quanto inserita nel più ampio collegamento Mendrisio-Malnate-tangenziale di Varese (strada nazionale 24).

## Tabella percorso
| Autostrada A24 |                                                              |      |      |         |                  |
| Tipo           | Indicazione                                                  | ↓km↓ | ↑km↑ | Cantone | Strada nazionale |
|                | Autostrada A2 Chiasso-Basilea Svincolo 52 Mendrisio          | 0,0  | ..   | Ticino  | N24              |
|                | Rancate - Novazzano                                          | 0,5  | ..   | Ticino  | N24              |
|                | Stabio Est Strada principale 394 per il confine con l'Italia | 2,5  | ..   | Ticino  | N24              |